# Paliz Khoshdel
Paliz Khoshdel es un director de cine independiente, editor y productor iraní. Nació en 1985 en Rasht, Irán. 

## Carrera
Como director y productor de películas se incluyen Street Sultans, Motín de Colores, The Makhola Arrives!, y la producción de On Underground ( 2012).
Desde 2009 ha continuado su carrera como documentalista, cineasta experimental y productor. Su área de interés son principalmente las incontables historias de las generaciones jóvenes iraníes y su estilo de vida.

## Documentales
| Título               | Duración   | Formato | Año       |
| -------------------- | ---------- | ------- | --------- |
| Street sultans       | 40 minutos | DV      | 2010      |
| Mutiny of colours    | 70 minutos | HD      | 2017      |
| The Makhola Arrives! | 70 minutos | HD      | 2017-2018 |

## Filmografía

### Como director
- Calle sultanes (2010)
- Mutiny of colours (2017)
- The Makhola Arrives! (2018)

### Como editor
- Street sultans (2010)
- Ancient Heritage (2008)
- Asbe Chobi (2011)
- On Underground (2012)
- Better Than life (2013)
- Without Ticket (2016)[6]
- Mutiny of Colours (2017)
- The Makhola Arrives ! (2018)

## Premios nacionales
- Ganó el "Premio Especial Para La Mejor Película del Critics and Writers Association,  2010[7]
- Ganó el premio a la "Mejor Película Semi-Larga " del Festival Independiente "Imagen del Año"  2010[7]
- Ganó el premio al "Mejor Director" de la sección Semi-Documental de "Ciudad" en el Festival Internacional de Cine 2011[7]
- Ganó el premio a la "Mejor Película Documental Semi-Larga" del "Iranian Cinema Ceremony" en la Casa del Cine iraní en 2011.[7]

## Premios internacionales
- Ganó el premio al "Mejor Película" en el Six Weeks of Iranian Art del Festival de Películas Canadiense en 2012[7]
- Obtuvo el "Certificado al mérito" en el 2º Festival de Cine Iraní de Canadá en 2010[7]
- Proyección de películas en el En línea Women Filmmakers (de Irán),del Festival de Cine de Suecia  Uppsala 2012[8]
- Proyección de películas en el DHfest festival de cine en la Ciudad de México, 2014[9]
- Proyección de películas en el Cine(s) D'Iran de 2014[10]
- Proyección de cine en la Celebración de Cine Iraní de la UCLA, en 2013[11]
- Participó en el Festival de Cine Media Wave de Hungría 2013[12]